# Дурай Тарас Богданович
Тара́с Богда́нович Дура́й (нар. 31 липня 1984, Тернопіль, СРСР) — український футболіст, що виступає на позиції захисника.

## Життєпис
Тарас Дурай народився у Тернополі, де й почав займатися футболом за прикладом старшого брата. Першим тренером юнака був Володимир Філіп, який вирішив взяти Дурая до спортшколи навіть не зважаючи на те, що його вікової групи ще не було і хлопцю доводилося тренуватися з гравцями на 2 роки старшими за нього. У 1998 році провів у ДЮФЛ по 1 грі у складі СДЮШОР Ужгород та СДЮШОР «Карпати» (Львів), однак повернувся до Тернополя. У 2001 вперше почав залучатися до ігор тернопільської «Ниви», однак обмежився перебуванням у запасі, на полі так і не з'явившись. У 2002 році брав участь у змаганнях аматорів у складі «Сокола» (Бережани). Взимку 2003 року повернувся до «Ниви», а 5 квітня того ж року дебютував у складі тернополян у матчі з «Нафтовиком» (Долина). У другій частині сезону 2006/07, після того, як завершив кар'єру Любомир Вовчук, Тарас став капітаном команди.
Улітку 2008 року перебував на перегляді у «Карпатах», однак львів'янам не підійшов. Натомість півроку потому, під час зимового міжсезоння, перейшов до лав луганської «Зорі» на орендних засадах. 14 березня 2009 року дебютував у Прем'єр-лізі в поєдинку проти донецького «Металурга». Влітку того ж року їздив на перегляд до криворізького «Кривбаса», однак залишився в луганську, де й дограв календарний рік. Запам'ятався тим, що у матчі проти київського «Динамо» 25 вересня 2009 року під час верхової боротьби ліктем розбив лице Андрію Шевченку, після чого того замінили.
Узимку 2010 року їздив на перегляд до казахського «Актобе», у складі якого виступав на Кубку Співдружності, однак до підписання контракту справа так і не дійшла. Втім, без роботи Дурай не залишився і приєднався до луцької «Волині», керівництво якої згодом ухвалило рішення віддати його в оренду до білоруської «Білшини». Після повернення з оренди півроку перебував поза футболом, допоки не уклав угоду з кіровоградської «Зіркою», у складі якої провів 22 поєдинки та тричі розписався у воротах суперників.
Транзитом через київську «Оболонь» Тарас Дурай опинився у ПФК «Суми», з яким підписав контракт 23 квітня 2013 року.
З 2014 по 2015 рік знову грав за «Ниву». 2 лютого 2016 року отримав статус вільного агента у зв'язку з розпуском тернопільської команди. Наприкінці березня того ж року став гравцем гродненського «Німана», але вже наприкінці липня того ж року за обопільною згодою залишив команду.
21 квітня 2017 року підписав контракт до кінця першого кола чемпіонату Білорусі з «Гомелем».

## Досягнення
- Чемпіон групи «А» другої ліги чемпіонату України (1): 2008/09
- Срібний призер групи «А» другої ліги чемпіонату України (1): 2007/08
- Брав участь у «срібному» (2009/10) сезоні «Волині», однак провів всього 1 матч, чого замало для отримання нагород